# Граббс (Арканзас)
Граббс (англ. Grubbs) — місто (англ. city) в США, в окрузі Джексон штату Арканзас. Населення — 301 особа (2020).

## Географія
Граббс розташований на висоті 70 метрів над рівнем моря за координатами 35°39′15″ пн. ш. 91°4′31″ зх. д. / 35.65417° пн. ш. 91.07528° зх. д. (35.654115, -91.075220).  За даними Бюро перепису населення США в 2010 році місто мало площу 1,43 км², уся площа — суходіл.

## Демографія
Згідно з переписом 2010 року, у місті мешкало 386 осіб у 171 домогосподарстві у складі 109 родин. Густота населення становила 270 осіб/км².  Було 195 помешкань (136/км²). 
Расовий склад населення:
| - 94,8 % — білих - 0,8 % — чорних або афроамериканців - 0,5 % — корінних американців |

До двох чи більше рас належало 3,1 %. Іспаномовні складали 1,3 % від усіх жителів.
За віковим діапазоном населення розподілялося таким чином: 22,0 % — особи молодші 18 років, 60,4 % — особи у віці 18—64 років, 17,6 % — особи у віці 65 років та старші. Медіана віку мешканця становила 42,9 року. На 100 осіб жіночої статі у місті припадало 96,9 чоловіків;  на 100 жінок у віці від 18 років та старших — 104,8 чоловіків також старших 18 років.
Середній дохід на одне домашнє господарство  становив 43 401 долар США (медіана — 37 656), а середній дохід на одну сім'ю — 46 031 долар (медіана — 38 750). За межею бідності перебувало 13,1 % осіб, у тому числі 35,5 % дітей у віці до 18 років та 3,0 % осіб у віці 65 років та старших.
Цивільне працевлаштоване населення становило 192 особи. Основні галузі зайнятості: виробництво — 22,9 %, роздрібна торгівля — 12,0 %, освіта, охорона здоров'я та соціальна допомога — 10,9 %, публічна адміністрація — 10,4 %.
За даними перепису населення 2000 року в Граббсі мешкало 438 осіб, 135 сімей, налічувалося 186 домашніх господарств і 213 житлових будинків. Середня густота населення становила близько 312,9 осіб на один квадратний кілометр. Расовий склад Граббса за даними перепису розподілився таким чином: 94,52% білих, 5,48% — представників змішаних рас.
Іспаномовні склали 0,68% від усіх жителів міста.
З 186 домашніх господарств в 24,2% — виховували дітей віком до 18 років, 62,9% представляли собою подружні пари, які спільно проживали, в 7,5% сімей жінки проживали без чоловіків, 27,4% не мали сімей. 25,8% від загального числа сімей на момент перепису жили самостійно, при цьому 15,1% склали самотні літні люди у віці 65 років та старше. Середній розмір домашнього господарства склав 2,35 особи, а середній розмір родини — 2,80 особи.
Населення міста за віковим діапазоном за даними перепису 2000 року розподілилося таким чином: 18,3% — жителі молодше 18 років, 9,4% — між 18 і 24 роками, 26,0% — від 25 до 44 років, 26,5% — від 45 до 64 років і 19,9% — у віці 65 років та старше. Середній вік мешканця склав 41 рік. На кожні 100 жінок в Граббсі припадало 102,8 чоловіків, у віці від 18 років та старше — 103,4 чоловіків також старше 18 років.
Середній дохід на одне домашнє господарство в місті склав 23 929 доларів США, а середній дохід на одну сім'ю — 33 036 доларів. При цьому чоловіки мали середній дохід в 26 125 доларів США на рік проти 17 500 доларів середньорічного доходу у жінок. Дохід на душу населення в місті склав 11 809 доларів на рік. 11,9% від усього числа сімей в окрузі і 15,6% від усієї чисельності населення перебувало на момент перепису населення за межею бідності, при цьому 10,6% з них були молодші 18 років і 30,7% — в віці 65 років та старше.